# Freio de Prony

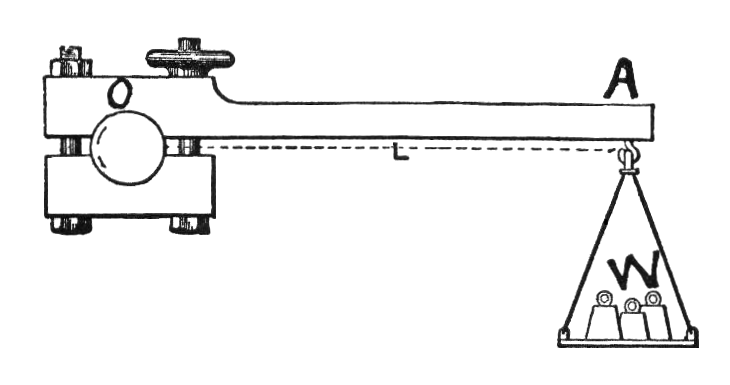
Esquemática de um Freio de Prony

O freio de Prony é um dispositivo que serve para medir a potência em rotação de um motor, utiliza-se um tipo de freio semelhante ao freio de cinta. Ambos os extremos da faixa metálica estão encostados em balanças. O eixo em rotação puxa a faixa que, por sua vez, produz uma indicação na balança. A leitura das balanças, o raio e a velocidade do eixo são os elementos necessários para que seja determinada a potência.